# Федеральный университет Эспириту-Санту
Федеральный университет Эспириту-Санту (порт. Universidade Federal do Espírito Santo, UFES) — федеральный университет со штаб-квартирой в городе Витория, столице штата Эспириту-Санту, Бразилия.
Это самый крупный и важный университет в штате Эспириту-Санту на юго-востоке Бразилии. Это государственный университет, предлагающий бесплатное высококачественное высшее образование путём интеграции учебных, исследовательских и информационных программ во всех областях знаний. Университет был основан в 1954 году, сегодня в его состав входят четыре кампуса. Два из них расположены в столице Витории (штаб-квартира Гоябейраса и Маруипе), один на юге (Алегри), а другой на севере (Сан-Матеус), вместе покрывая более 300 000 м² площади на площади более более 4 млн м². Кроме того, по всему штату существует 27 центров онлайн-обучения. В UFES обучаются почти 25 000 студентов, обучающихся на более чем 100 курсах бакалавриата и 64 программах магистратуры, 1780 преподавателей и 1650 сотрудников.
Помимо преподавания, в UFES очень сильны как исследования, так и информационно-пропагандистская деятельность. Ежегодно публикуется почти 1000 статей во всех областях науки, и в настоящее время осуществляется более 500 информационно-просветительских проектов, обслуживающих около 2 миллионов человек по всему штату. UFES также предлагает помещения для академических и более широких кругов населения, включая театр, кинотеатр, художественные галереи, языковой центр, библиотеки, музеи, планетарий и астрономическую обсерваторию, аудитории, спортивный центр, морскую станцию, экспериментальные фермы, ветеринарную больницу и университетскую больницу, которая является основным учреждением общественного здравоохранения в штате Эспириту-Санту, работающим в качестве справочного центра в области оказания медицинской помощи высокой сложности.
Университет занимает 28-е место среди лучших университетов Бразилии согласно рейтингу Universitário Folha (RUF), который ведёт Folha de S.Paulo, и лучшим университетом в своём штате. В 2018 году UFES занял 75-е место среди лучших исследовательских институтов Иберо-Америки согласно отчёту SCImago Institutions Ranking. В Латинской Америке UFES входит в сотню лучших университетов мира по версии Times Higher Education и занимает 114 строчку в рейтинге QS Top University Rankings.

## Известные выпускники
- Себастьян Салгаду[6]